# ユゼフ・ヴィビツキ

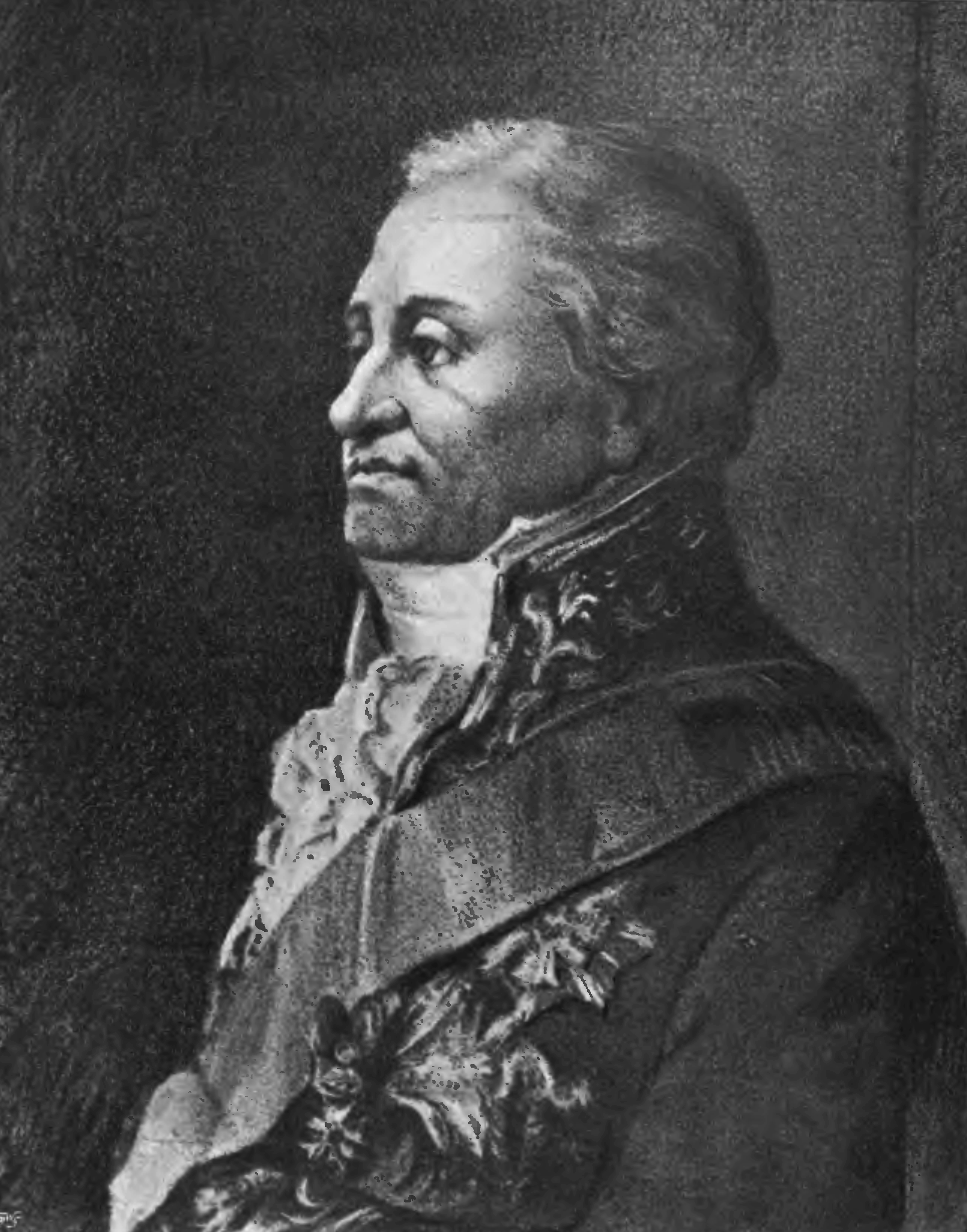
ユゼフ・ヴィビツキ

ユゼフ・ルフィン・ヴィビツキ (ポーランド語: Józef Rufin Wybicki ポーランド語発音: [juˈzɛf vɨˈbʲit͡skʲi]; 1747年9月29日 – 1822年3月19日) は、ポーランドの法学者、詩人、政治家、軍人。1927年以降ポーランドの国歌となっている「ドンブロフスキのマズルカ」（Mazurek Dąbrowskiego）の作詞者として知られている。

## 生涯
ヴィビツキはポーランド・リトアニア共和国のポメラニア・ベンドミンで生まれた。彼の一族はポメラニア人シュラフタ（貴族）だった。
イエズス会の学校を卒業した後、青年期は役人として宮廷に努めた。1767年、彼はセイムの議員に選出された。これは後にレプニン・セイムと呼ばれる、5年後の第一次ポーランド分割へと導く議会であった。次いでヴィビツキはバール連盟 (1768年–1772年)に参加し、ロシアやその傀儡とみられたポーランド王スタニスワフ2世アウグストと戦った。この連盟の中で、彼は顧問団 (konsyliarz)の一人となり、対外折衝を担った。バール連盟の蜂起が挫折すると、ヴィビツキは一時オランダへ亡命し、ライデン大学で法学を学んだ。

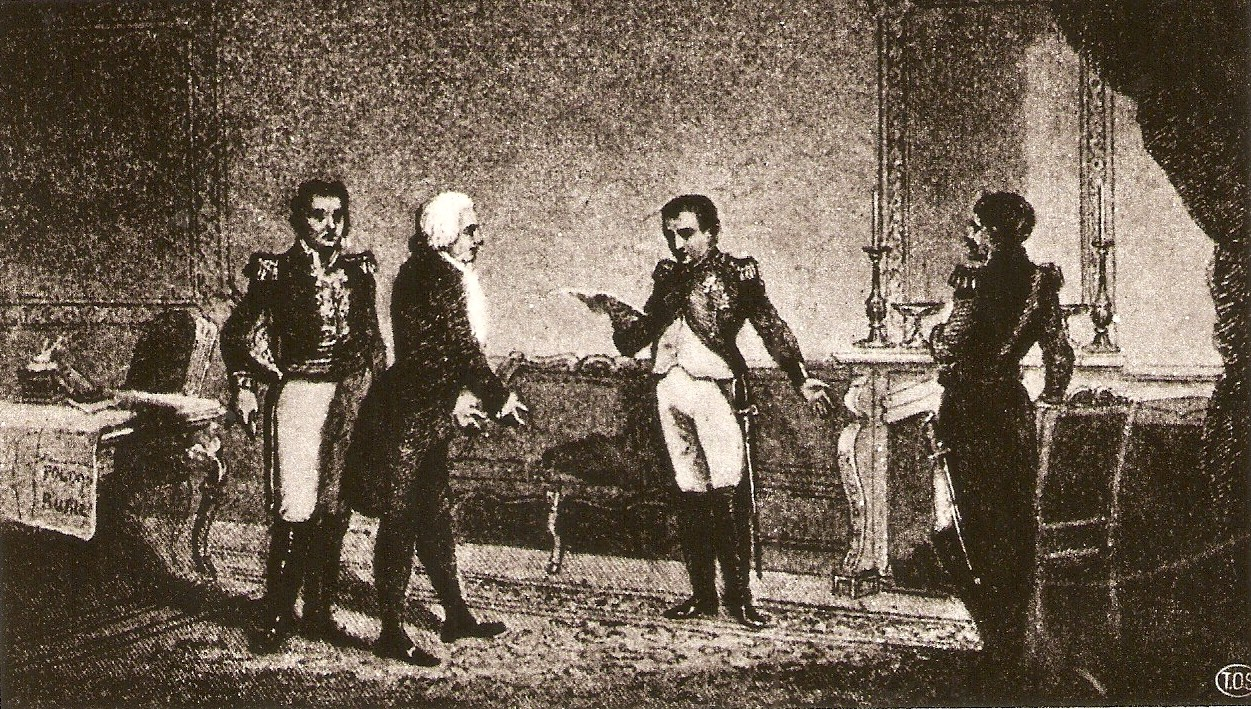
1806年ベルリンでナポレオン1世と面会するヤン・ヘンリク・ドンブロフスキとユゼフ・ヴィビツキ

ポーランドに帰国した後、1770年代から1780年代にかけて、ヴィビツキは国民教育委員会の創設に携わった。彼はこの時は、進歩的改革路線をとるスタニスワフ2世アウグストを助ける立場に回った。1770年代後半には、革新的なザモイスキ文書の草案作成にかかわった。四年セイム (1788年–92年)の間は愛国派（改革派）の一員として動いた。ただし、セイムの前半では彼はほとんど地元の領地でオペラの作曲と上演に没頭しており、改革運動にはあまり関わらなかった。しかし終盤の1791年初頭には、審議に参加するようになっている。1792年、スタニスワフ2世と愛国派がロシアに敗北する（ポーランド・ロシア戦争）と、スタニスワフ2世とともにヴィビツキも保守派主導のタルゴヴィツァ連盟に参加することを余儀なくされた。
1794年にコシチュシュコの蜂起が勃発すると、ヴィビツキもこれに参加し、マゾフシェ公国評議会の一員として軍事行動を起こした。蜂起が失敗すると、ヴィビツキはフランスへ亡命した。

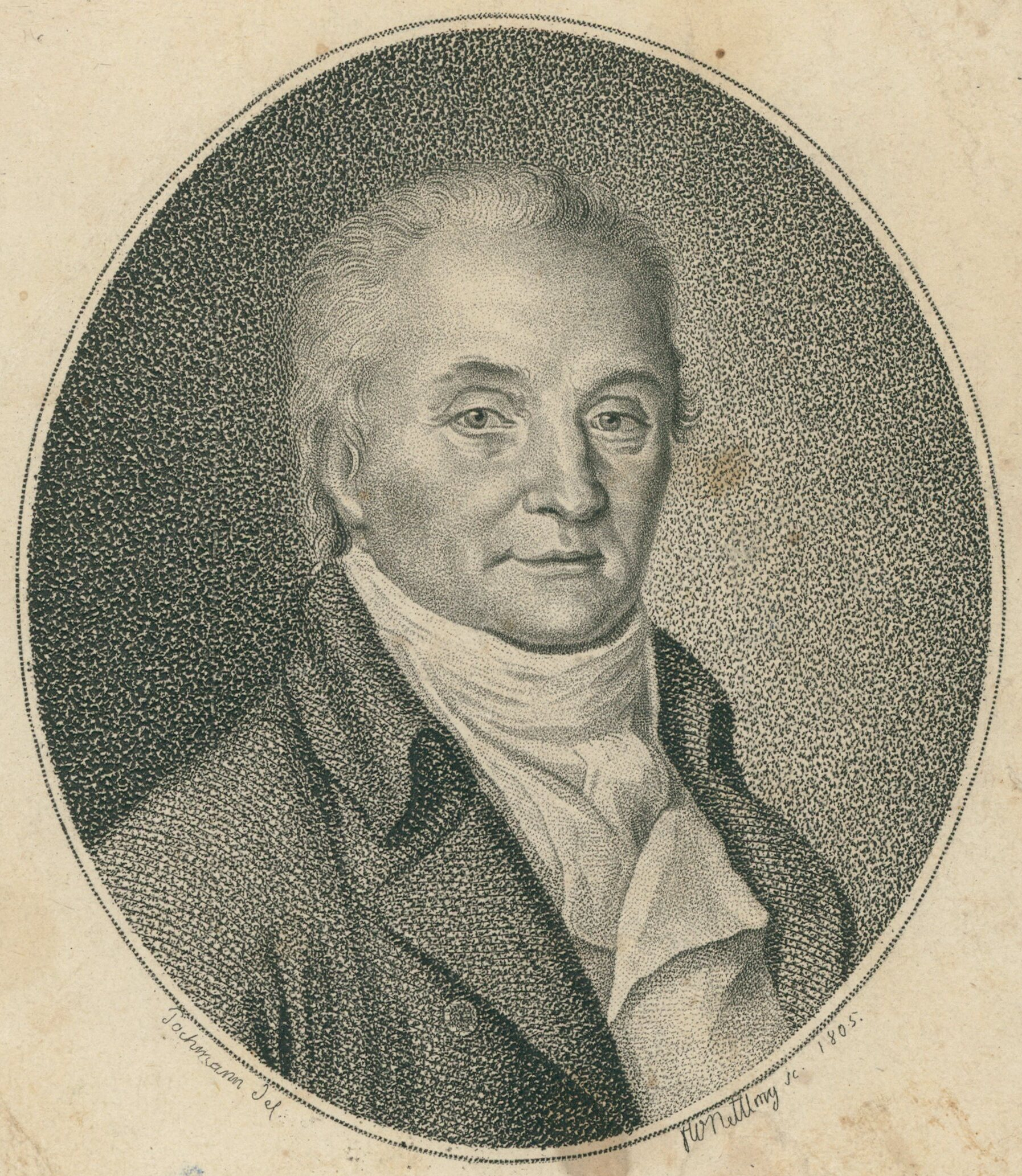
ユゼフ・ヴィビツキ

ヴィビツキは、愛国派の軍事指導者タデウシュ・コシチュシュコやヤン・ヘンリク・ドンブロフスキらの親友だった。彼はドンブロフスキとともにフランス革命政府にかけあい、イタリア戦線のナポレオン・ボナパルトの元でポーランド軍団を創設することを認められた。1797年、ヴィビツキはイタリアのレッジョ・エミリアにいる際に「ドンブロフスキのマズルカ」を書きあげた。1806年にはプロイセン領ポーランドでヴィエルコポルスカ蜂起を組織し、ここを解放した。
1807年にワルシャワ公国が成立すると、ヴィビツキは司法の重職を歴任した。ナポレオン体制とワルシャワ公国が倒れ、ロシア支配下でポーランド立憲王国が成立した後も、ヴィビツキはその地位を保持した。1817年、彼はポーランド立憲王国の最高裁判所長となった。
1822年3月10日、ヴィビツキはプロイセン領ポーランドのポズナン公国のシレーム近郊マニェチュキで没した。

## 業績
ヴィビツキは文筆家、ジャーナリスト、詩人の顔も持っていた。彼は1770年代から1780年代にかけての改革を題材とした政治的な詩や演劇を書いた。ポーランドの政治体制や自由の意義を洞察し、農民にさらなる権利を与えるよう主張していた。また1800年代には、ワルシャワ公国での改革を宣伝するより政治的なパンフレットも出版している。
何にもましてヴィビツキ最大の業績として上げられるのは、「ドンブロフスキのマズルカ」を作詞したことである。この歌は1831年の11月蜂起以降、ポーランドの非公式な国歌と見なされ、1927年に議会で正式に国歌として制定された。